# Iwrestledabearonce
Iwrestledabearonce est un groupe de metalcore américain, originaire de Shreveport, en Louisiane, puis basé à Birmingham, en Alabama. Ils dénombrent un EP et quatre albums studio, et plusieurs tournées avec des groupes comme notamment August Burns Red, The Dillinger Escape Plan, Dance Gavin Dance, The Human Abstract, Blessthefall, Fact, Greeley Estates, Sea of Treachery, Enter Shikari, Winds of Plague, All Shall Perish, Vanna, et Horse the Band. Leur musique, assez inclassable, se situe entre le deathcore, le grindcore et le death metal technique. En l'espace d'un EP, ils connaissent un succès grandissant, notamment grâce à leur aisance technique dans les solos ou encore grâce à leur paroles (Tastes Like Kevin Bacon).

## Biographie

### Formation, EP etIt's All Happening(2008–2010)
Iwrestledabearonce est formé en 2007 à Shreveport, en Louisiane. Le nom du groupe s'inspire d'un commentaire fait par Gary Busey sur Comedy Central. Leur EP homonyme Iwrestledabearonce EP est publié en 2007 et plus tard réédité au label Tragic Hero Records. L'album gagne en popularité grâce à l'expérimentation musicale marquée du groupe. Le groupe attire également l'attention du batteur Ryan Pearson. Manquant de batteur, le groupe se servait d'une boite à rythmes pour les morceaux de batterie dans leur EP. Iwrestledabearonce signe chez Century Media en 2008 après quelques tournées promotionnelle pour leur EP. Ils se lancent ensuite dans l'enregistrement de leur album suivant It's All Happening publié le 2 juin 2009 aux États-Unis, et le 31 août la même année en Europe. De juin à septembre 2008, leur single Tastes Like Kevin Bacon est diffusé sur la chaîne de radio Sirius Hard Attack, étant la quatrième des douze chansons les plus demandées.
It's All Happening atteint la première place du classement Billboard Top Heatseekers, et la 122e du Billboard 200 en 2009. Iwrestledabearonce se lance ensuite dans une tournée hors des frontières américaines en octobre 2009 pour It's All Happening. La tournée 2009 Imperial Never Say Die est sponsorisée par Imperial Clothing et Jägermeister au Royaume-Uni, et en Europe avec Architects, Despised Icon, As Blood Runs Black, Horse the Band, Oceano et The Ghost Inside. En décembre 2009, ils sont les têtes d'affiche de la tournée américano-canadienne The Tour That Stole Christmas avec Miss May I, Inhale Exhale (en) et Of Machines (en). Iwrestledabearonce est sélectionné pour le Van's Warped Tour de 2010, entre le 20 juillet et le 15 août 2010. En été 2009, le groupe décide de se délocaliser à Birmingham (Alabama).
En 2010, le groupe réédite It's All Happening en une édition spéciale trois disques composée d'un CD classique, un CD remix, et d'un DVD. Plus tard, le groupe publie un EP de cinq morceaux intitulé It's All Dubstep.

### Divers albums et Artery Recordings (2011-2014)

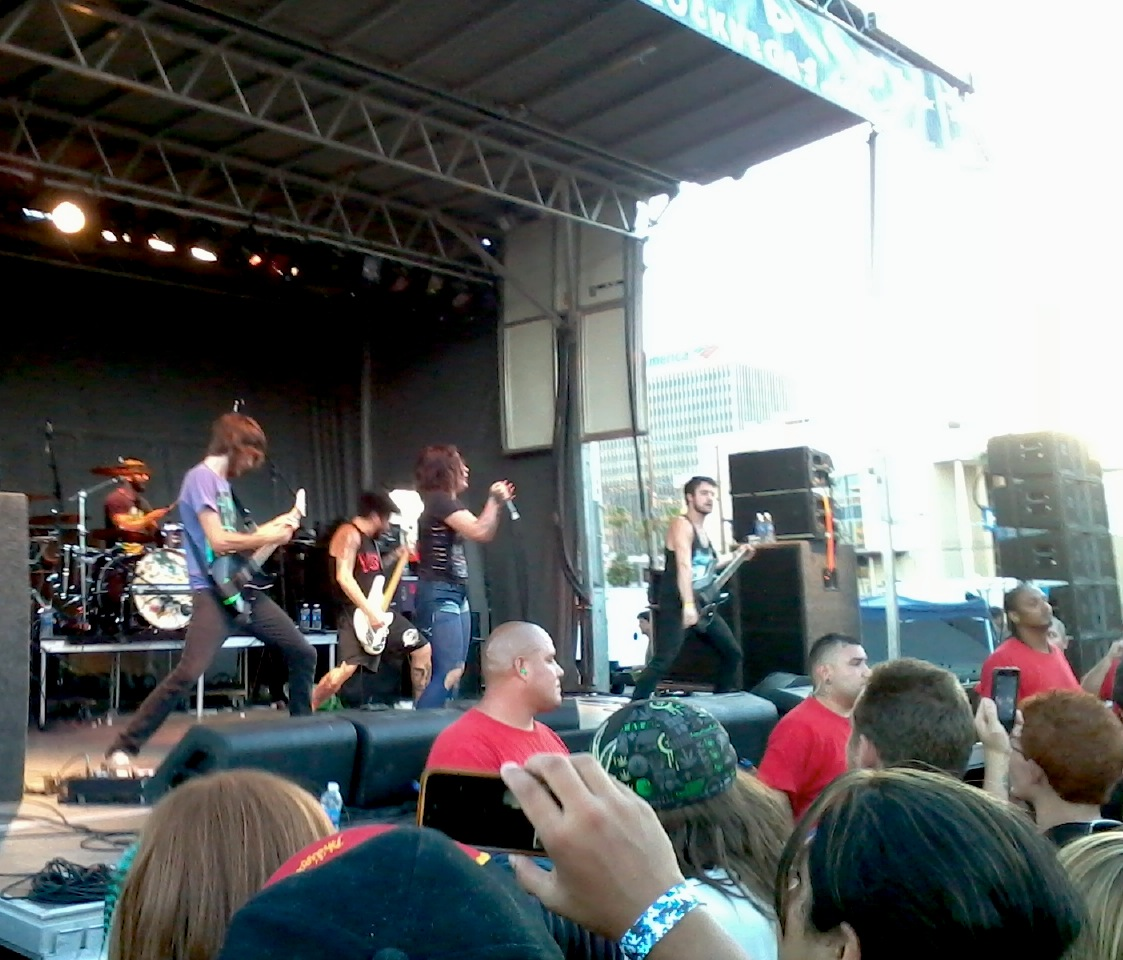
Iwrestledabearonce sur scène à Las Vegas, en 2011.

Après l'enregistrement de leur nouvel album, dont le titre sera révélé comme étant Ruining It for Everybody, le guitariste Steven Bradley explique que l'album s'orientera black metal, et que le groupe fera usage de corpse paint. L'annonce de leur nouvelle orientation black metal n'est en fait qu'un vaste plaisanterie orchestrée par le groupe et le site heavy metal MetalSucks. Une chanson est extraite de l'album Ruining It for Everybody sur le site dont l'équipe confirme qu'« il n'y a jamais eu de black metal ». Au Warped Tour de 2012, il est annoncé que Krysta Cameron est enceinte et ne pourra pas achever le reste de la tournée avec le groupe. Elle est remplacée par Courtney LaPlante.
Le 24 janvier 2013, le groupe se lance dans l'écriture de chansons pour leur troisième album. Le 25 mai 2013, ils annoncent sur Facebook la fin des enregistrements, un titre (Late For Nothing), et une date de sortie prévue pour le 6 août 2013. Le 11 juin 2013, ils publient un premier single extrait de l'album, intitulé Thunder Chunky. Le 25 juin 2013, Century Media annonce la publication de Firebees sous format single, et une précommande de l'album sur iTunes.

### Hail Maryet séparation (2015–2016)
Le groupe annonce un nouvel album intitulé Hail Mary prévu pour le 16 juin 2015 avec le label Artery Recordings.
Fin 2015, Courtney LaPlante et Mike Stringer, fiancés depuis 2011, souhaitaient monter un projet musical en commun et décident de quitter le groupe pour former Spiritbox, qui voit le jour deux ans plus tard,. À l'annonce de ce projet, les deux membres confirment leur départ d'Iwrestledabearonce, qui a eu lieu quelques mois après la sortie de l'album Hail Mary, et signe la fin d'activité du groupe.

## Style musical
Bien que considéré comme un groupe de metalcore,,, de metal expérimental,,, et de grindcore,,, la musique du groupe est généralement diverse, car fréquemment inspiré par de nombreux genres musicaux comme le jazz,, le metal progressif,, l'electro, la synthpop et le hillbilly. Le groupe est aussi considéré comme mathcore,,. Le groupe tente d'échapper à une catégorie musicale particulière en mélangeant un maximum de genre musicaux.

## Membres

### Membres actuels
- Steven Bradley - guitare solo, programmation (depuis 2007)[31]
- Mikey Montgomery - batterie, chœurs (depuis 2008)[31]
- Mike « Rickshaw » Martin - basse (depuis 2009)[31]
- Courtney LaPlante - chant (depuis 2012)
- Mike Stringer - guitare rythmique (depuis 2013)

### Anciens membres
- Brian Dozier - basse (2007–2008)[32]
- Ryan Pearson - batterie (2007–2008)[32]
- Daniel Andrews - clavier, échantillonnage, programmation (2007–2009)[32]
- Krysta Cameron - chant (2007–2012)
- Melissa Cameron - guitare rythmique (2008–2009)[32]
- Dave Branch - basse (2008–2009)[32]
- John Ganey - guitare rythmique, programmation (2007–2008, 2009–2013)

## Discographie

### Albums studio
| Année | Titre                    | Label             | Meilleure position | Meilleure position | Meilleure position | Meilleure position | Meilleure position |
| Année | Titre                    | Label             | US                 | US Hard Rock       | US Indie           | US Rock            | US Heat.           |
| ----- | ------------------------ | ----------------- | ------------------ | ------------------ | ------------------ | ------------------ | ------------------ |
| 2009  | It's All Happening       | Century Media     | 122                | 16                 | —                  | 47                 | 1                  |
| 2011  | Ruining It for Everybody | Century Media     | 80                 | 8                  | 13                 | 16                 | —                  |
| 2013  | Late for Nothing         | Century Media     | 93                 | 9                  | 18                 | 25                 | —                  |
| 2015  | Hail Mary                | Artery Recordings | 186                | 5                  | 11                 | 20                 | —                  |

### EPs
- 2007 : Iwrestledabearonce EP

### Remixes
- 2010 : It's All Remixed
- 2010 : It's All Dubstep

## Vidéographie
| Année | Titre                                      | Album                    | Vidéo                                       |
| ----- | ------------------------------------------ | ------------------------ | ------------------------------------------- |
| 2007  | Ulrich Firelord: Breaker of Mountains      | Iwrestledabearonce EP    | [vidéo] « Visioner la Vidéo », sur YouTube  |
| 2008  | Tastes Like Kevin Bacon                    | It's All Happening       | [vidéo] « Visionner la Vidéo », sur YouTube |
| 2009  | You Ain't No Family                        | It's All Happening       | [vidéo] « Visionner la Vidéo », sur YouTube |
| 2010  | See You in Shell                           | It's All Happening       | [vidéo] « Visionner la Vidéo », sur YouTube |
| 2010  | Danger in the Manger                       | It's All Happening       | [vidéo] « Visionner la Vidéo », sur YouTube |
| 2010  | The Cat's Pajamas                          | It's All Happening       | [vidéo] « Visionner la Vidéo », sur YouTube |
| 2011  | You Know That Ain't Them Dogs' Real Voices | Running It for Everybody | [vidéo] « Visionner la Vidéo », sur YouTube |
| 2012  | I'm Gonna Shoot                            | Running It for Everybody | [vidéo] « Visionner la Vidéo », sur YouTube |